# Col de Mantet
Pour l’article ayant un titre homophone, voir Col de Menté.
Le col de Mantet est un col des Pyrénées situé entre les communes de Py et de Mantet dans le département français des Pyrénées-Orientales. Il est franchi par la seule route d'accès à Mantet, puisqu'il n'existe pas de route qui remonte la vallée où est situé ce village.

## Géographie
Le col sépare la vallée de la Rotja de la vallée de Mantet.

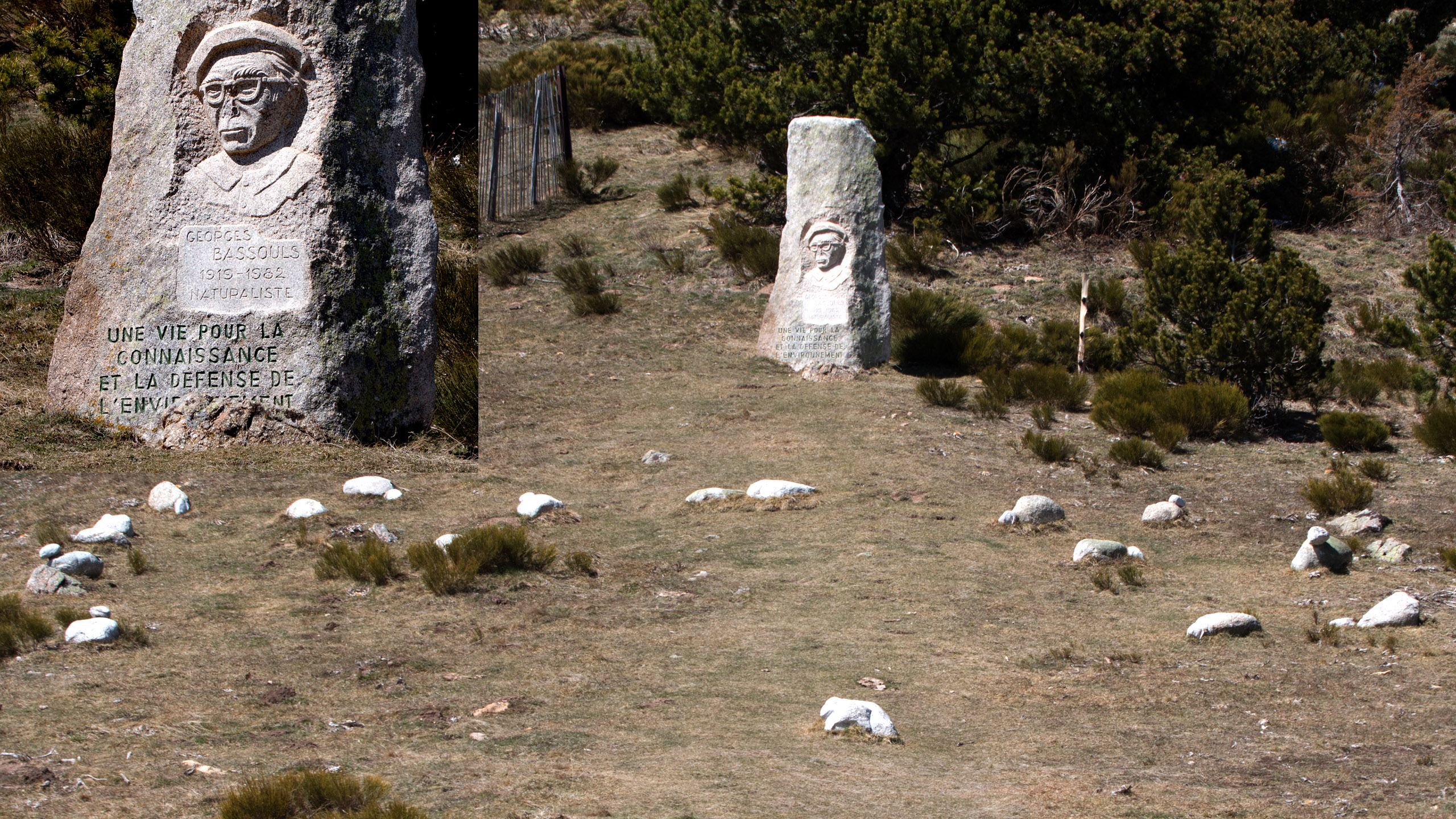
Stèles de Georges Bassouls.
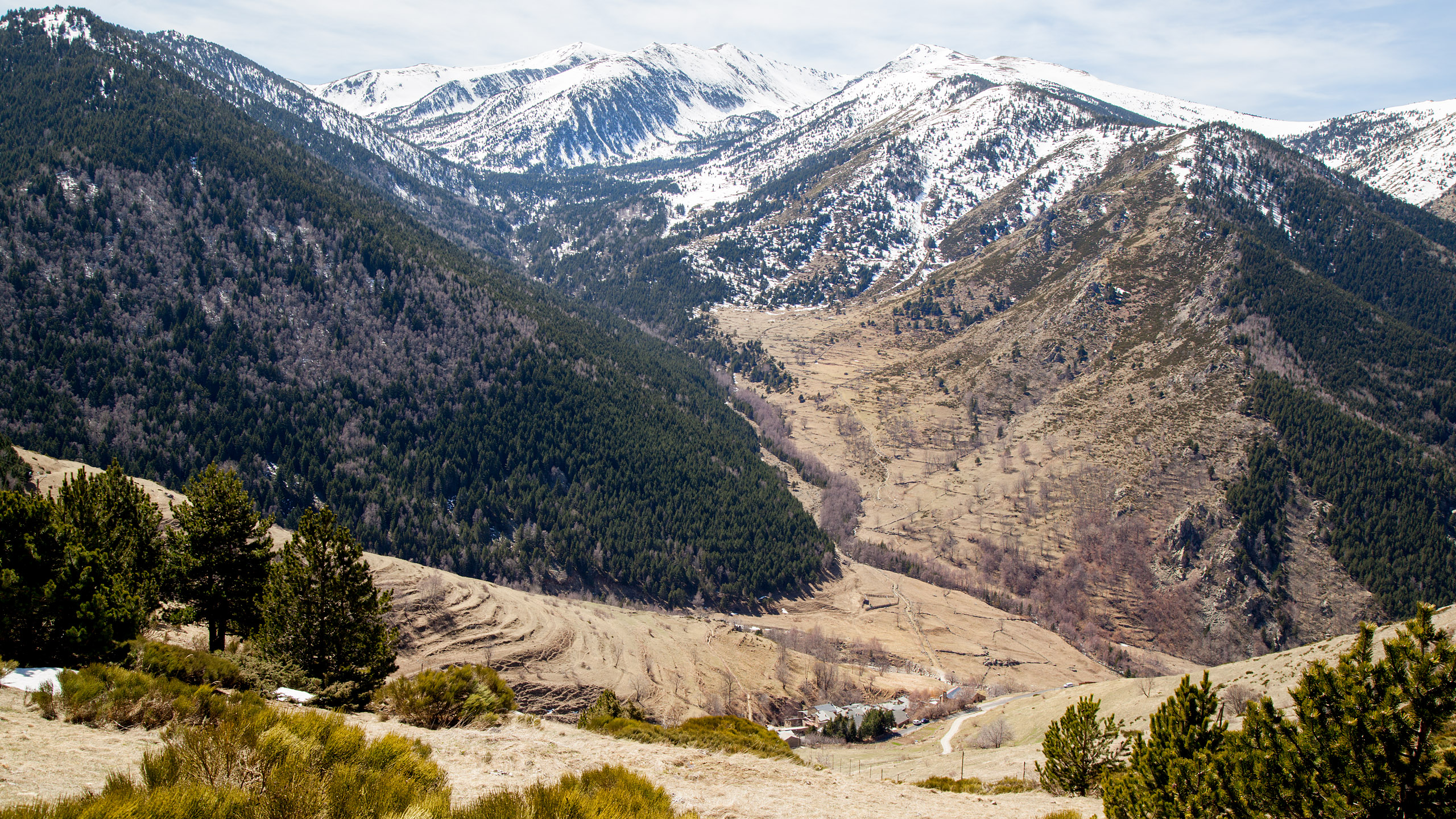
Le village de Mantet vu depuis le col de même nom.
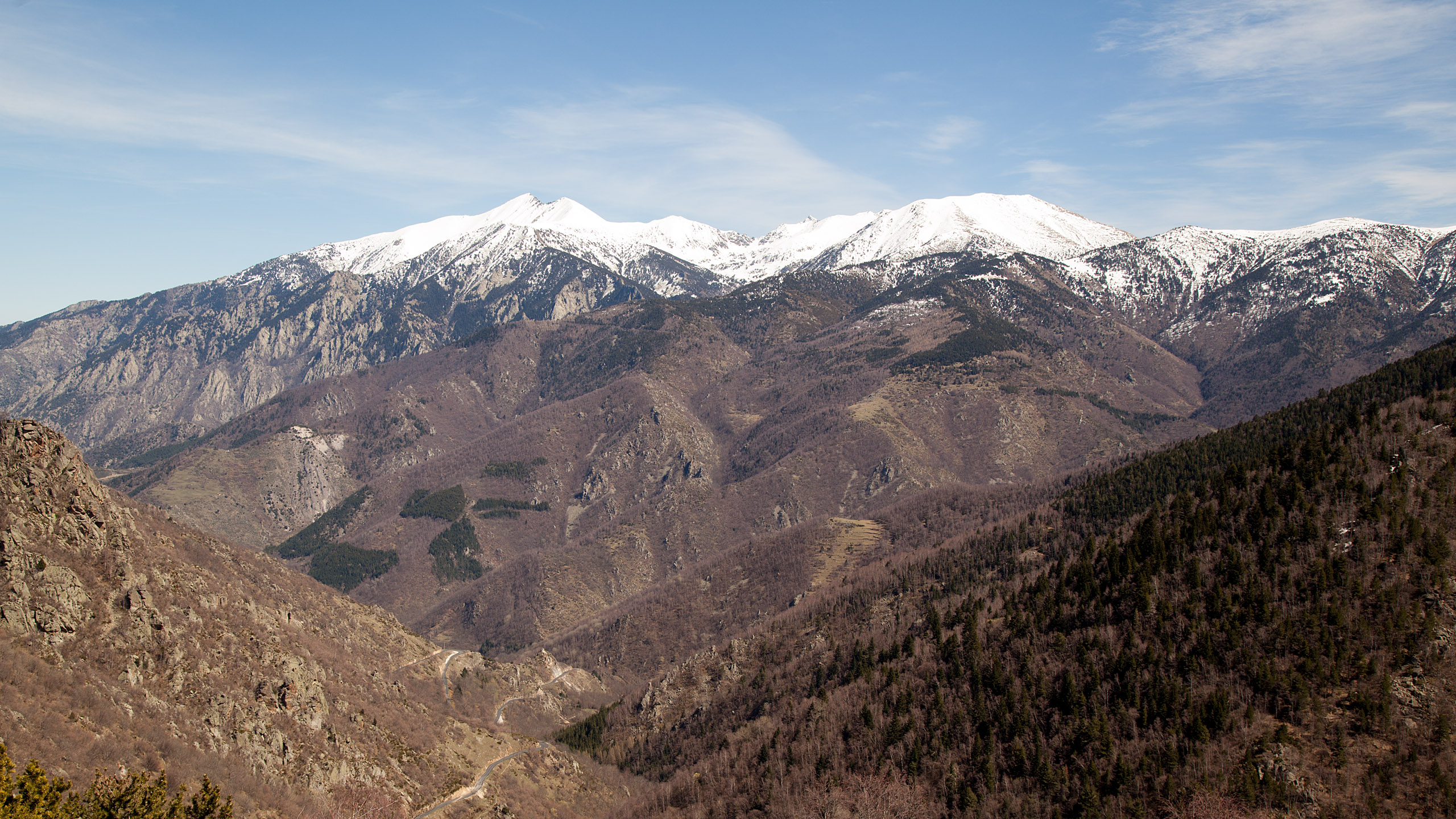
Le massif du Canigou vu du col de Mantet.
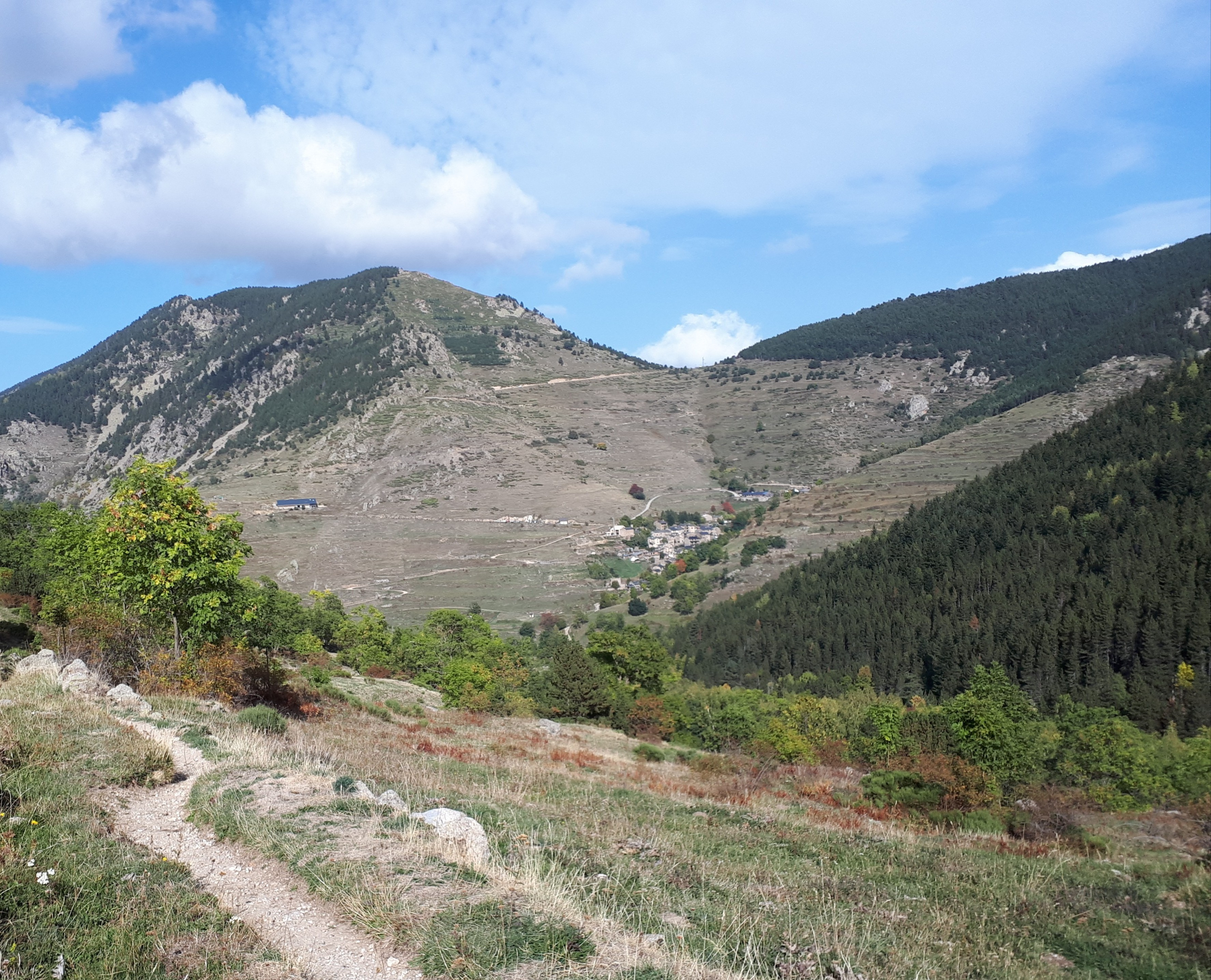
Le col et le village, vus du sud, depuis le sentier GR 10.

## Activités

### Randonnée
Le parking situé au col est le départ de plusieurs chemins de randonnée, le GR 10 passe par le col pour relier Py à Mantet.